# Carex tornabenei
Carex tornabenei là một loài thực vật có hoa trong họ Cói. Loài này được Chiov. mô tả khoa học đầu tiên năm 1927.